# مصر القديمة (حي)

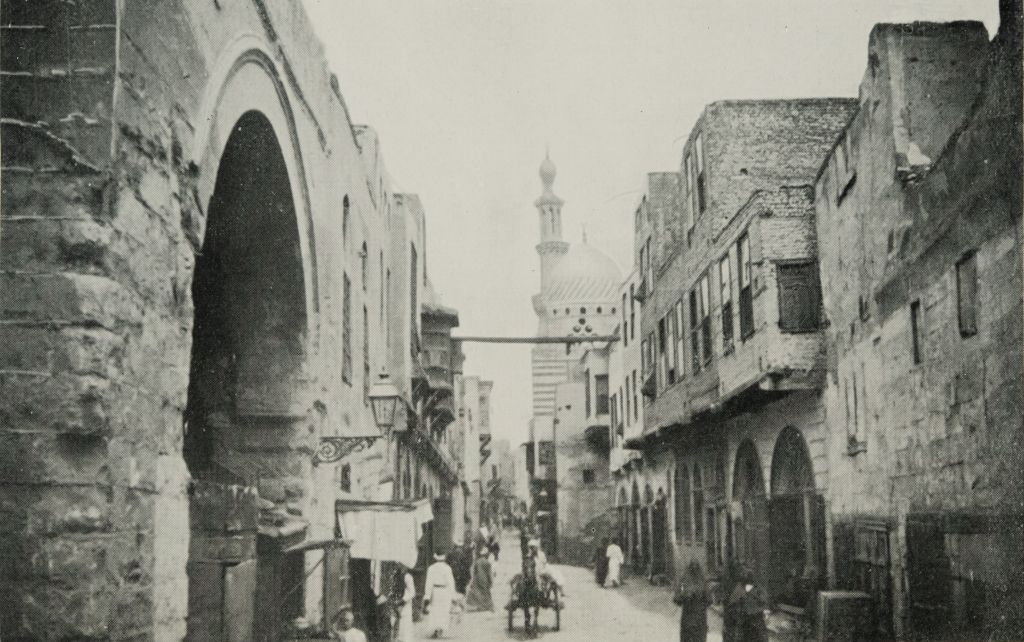
حارة قاهرية سنة 1911م

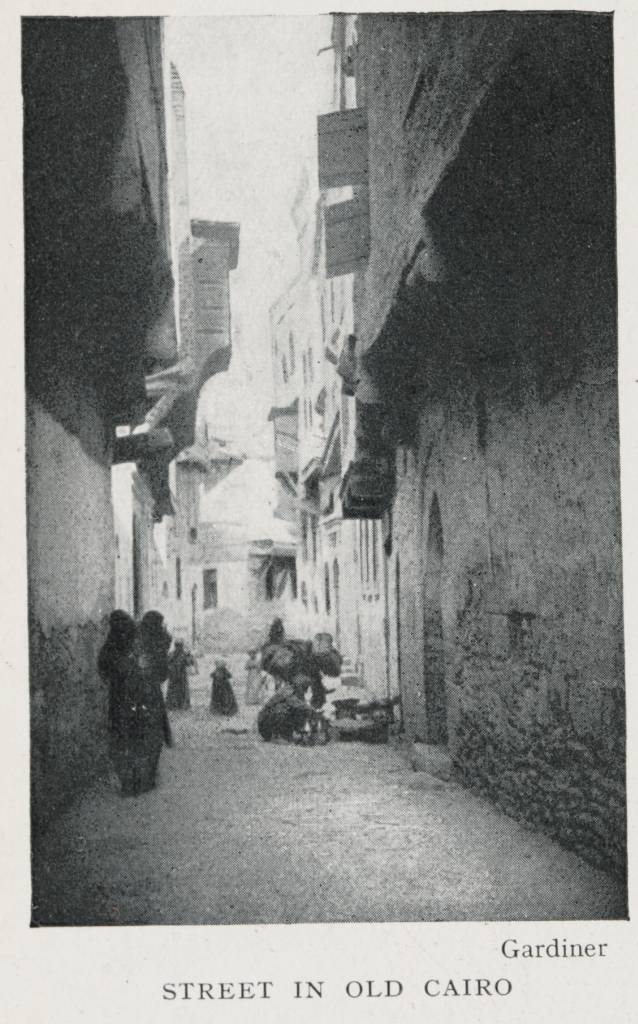
صورة إحدى الحارات بمصر القديمة 1906 م

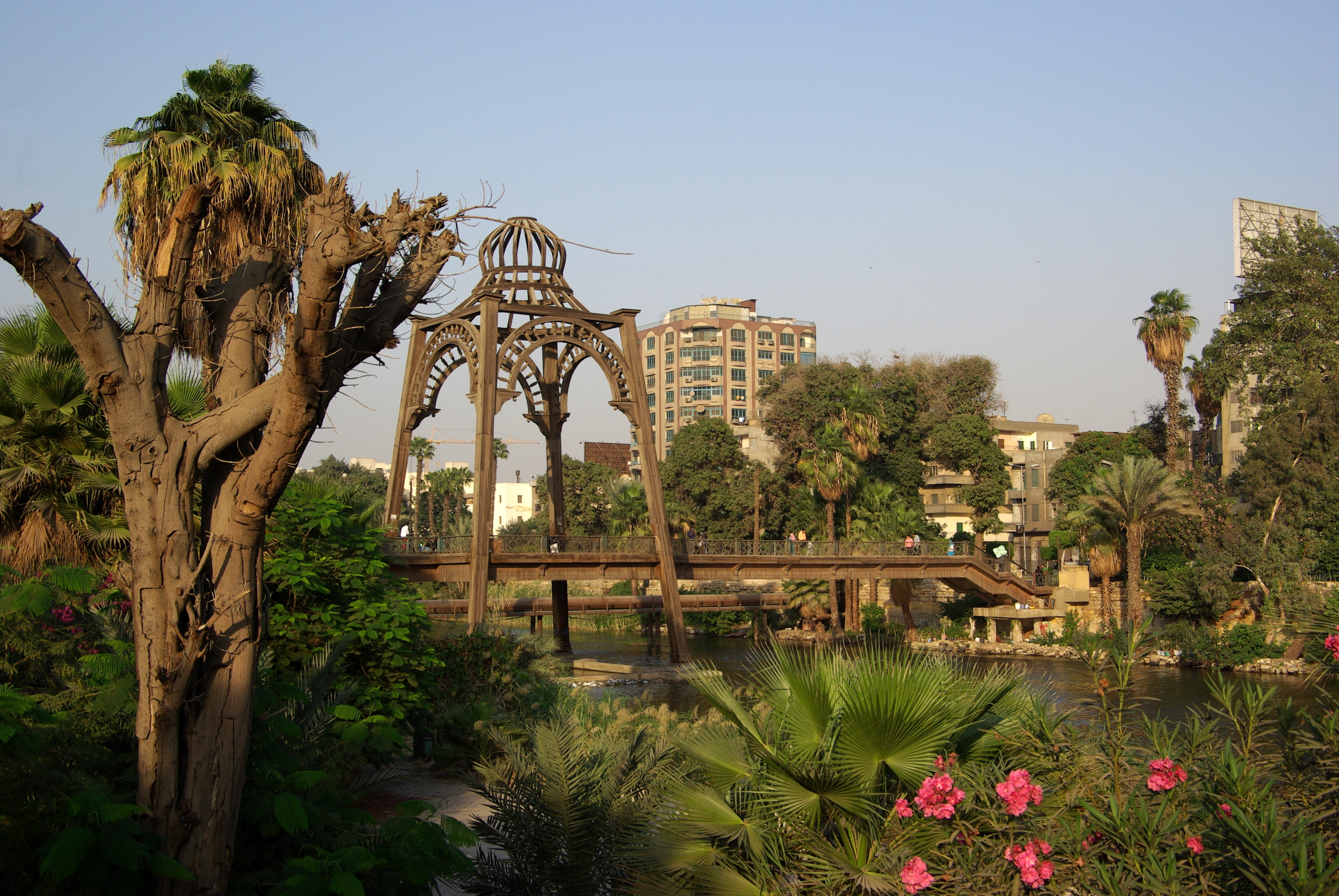
فرع النيل الفاصل بين مصر القديمة وجزيرة الروضة

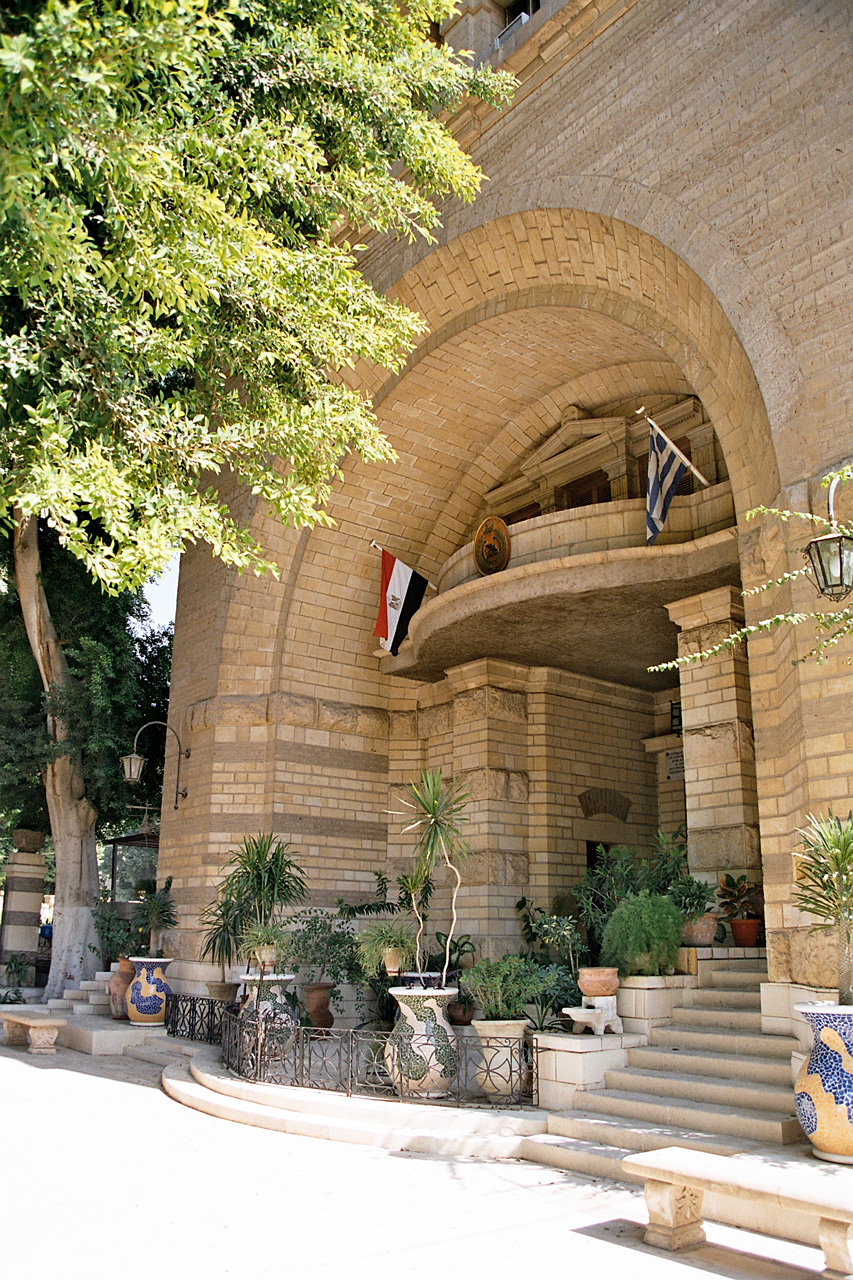
دير القديس جرجس من أبرز معالم مصر القديمة

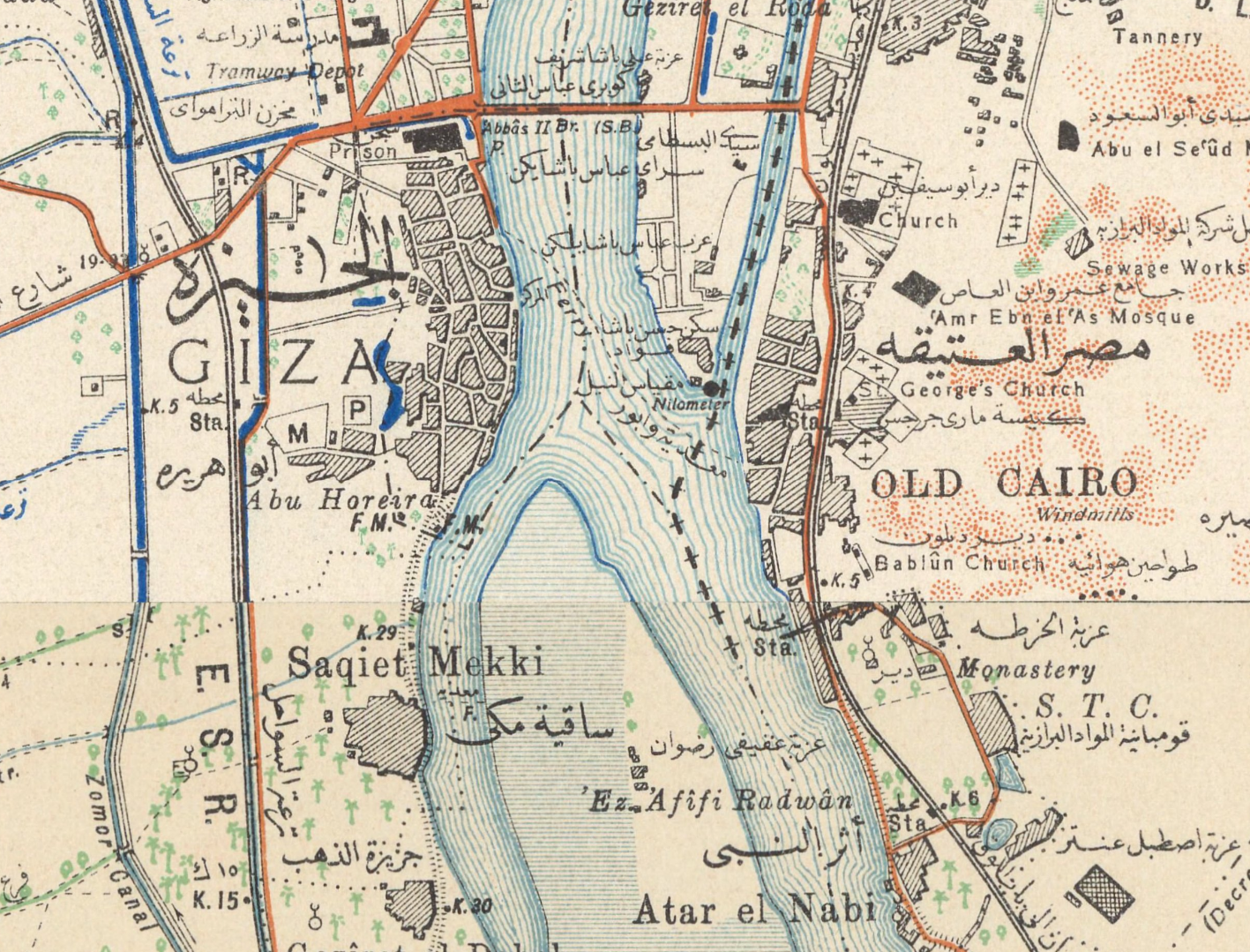
خريطة لمدينة الجيزة ومصر العتيقة (1912)

مصر القديمة هو أحد أحياء مدينة القاهرة بالمنطقة الجنوبية، يقع الحي جنوب القاهرة، ويضم القاهرة القبطية وجزيرة الروضة وغيرها.،ويعد حي مصر القديمة من الأحياء العريقة في القاهرة، وكان سابقا يسمّى «مصر العتيقة».

## الموقع
يحد حي مصر القديمة من الشمال حي السيدة زينب ومن الجنوب البساتين ودار السلام ومن الغرب يفصل النيل بينه وبين حي الجيزة والدقي.

## المناطق

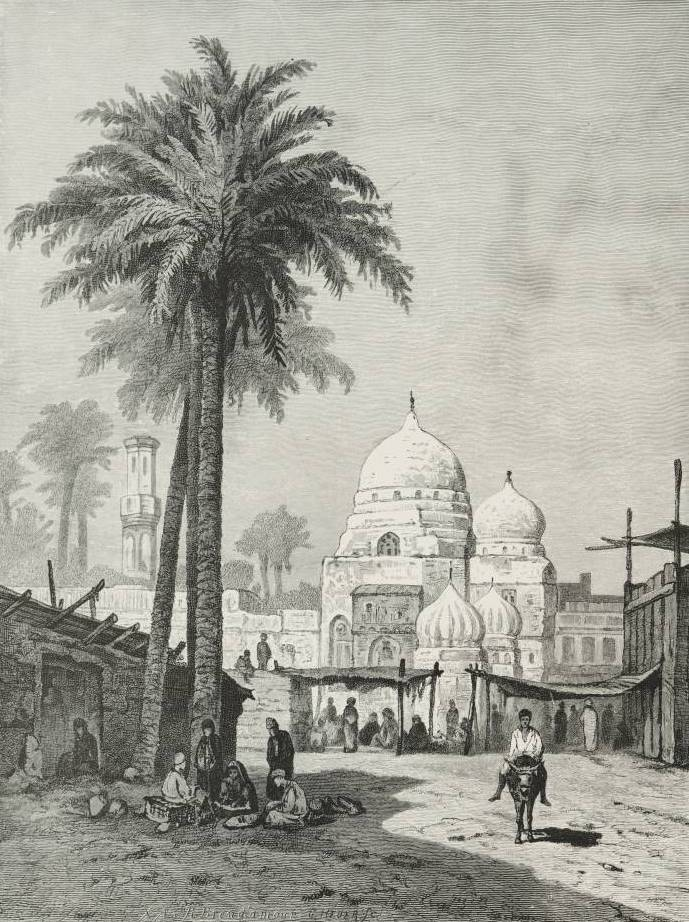
مصر القديمة سنة 1878م
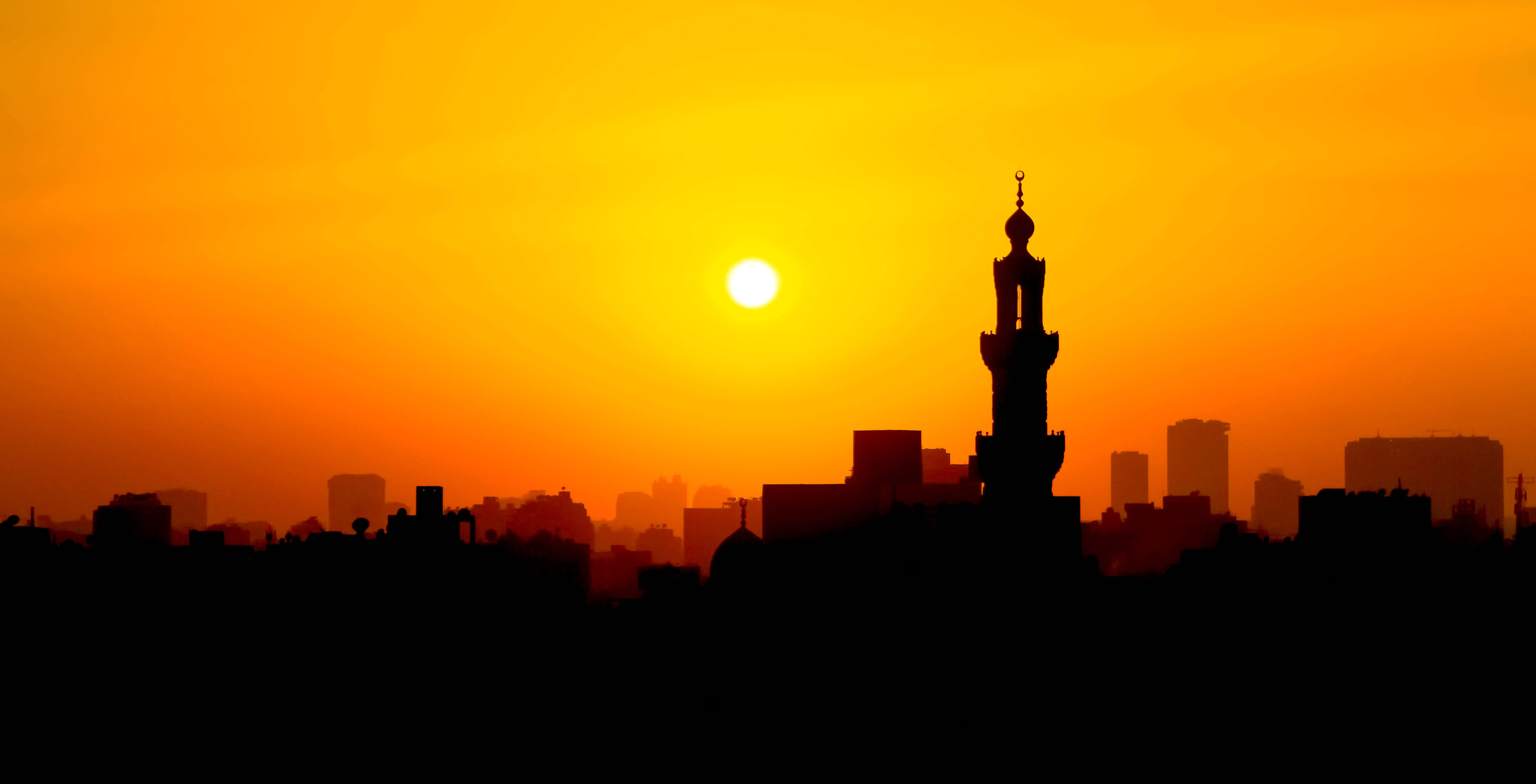
مشهد الغروب

تنقسم مصر القديمة إلى عدة مناطق فرعية الفسطاط و«خرطة أبو السعود» و«عزبة الفسطاط» و«الفرنساوي» و«خرطة الشيخ مبارك» والمنيل والروضة الزهراء و«منطقه كوم غراب»، فم الخليج، المدابغ، «حسن الأنور»، «السكر والليمون»، «أرض السادات»، دير النحاس و«هرمل»، «أثر النبي»، «أبو سيفين»، «الطيبي»، «الجباسة»، «حوش الغجر»، «عشش القرود»، «العلواية».
و كانت أحدث التجمعات السكنية بهذا الحي هو (مدينة الفسطاط الجديدة) والتي تقع خلف حديقة الفسطاط بين بحيرتي عين الصيرة، وهي أرقى منطقة سكنية الآن بالحي. ويتم أمامها إنشاء متحف الحضارات بمنحة من منظمة اليونيسكو والذي سوف يصبح أكبر المتاحف المصرية بعد المتحف المصري الكبير. وبجوار المتحف يتم إنشاء مبنى دار الوثائق القومية.

## المواصلات
ويوجد بها نفق الملك الصالح وكوبري الملك الصالح ومحطة مترو الملك الصالح وكوبري عباس وكوبري الروضة للمشاة
ومن أهم شوارع مصر القديمة «شارع جامع عمرو» و«كورنيش مصر القديمة» و«الجياره» و«شارع حسن الأنور» و«شارع أبو سيفين» وشارع «محمد الصغير» و«شارع عبد العزيز السعود» و«شارع القم» و«طريق الامام» ومن أهم مناطقها هي (الخوخة. القناية. القبوة. البولك. الشرم. حوض الفجل. العشش. الجعجعي).

## المعالم

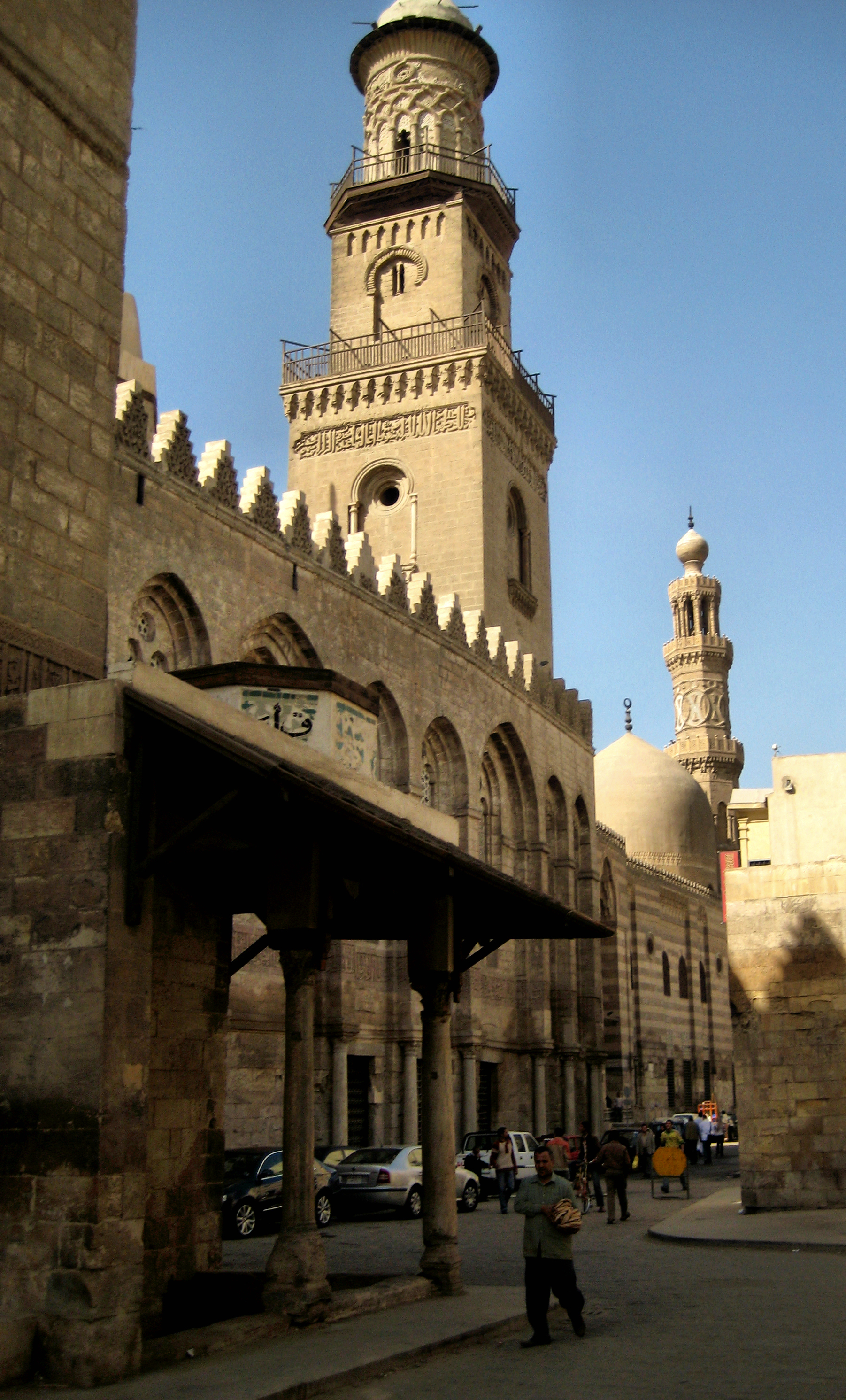

- معهد السرطان
- مستشفى مبرة محمد علي
- نادي محلة الرواد
- مستشفى هرمل
- مدرسة الفسطاط الثانوية.

## مناطق سياحية
يوجد بالمنطقة عدد من الحدائق مثل «حديقة الفسطاط» والتي كانت في الماضي محلا لجمع المخلفات و«حديقة العاشر من رمضان»، «حديقة أحمد رامي» نسبة للشاعر "أحمد رامي"، «حديقة أم كلثوم» نسبة لسيدة الغناء العربي أم كلثوم. ويوجد أيضا العديد من المتاحف مثل كالمتحف القبطي، متحف قصر المنسترلي، متحف أم كلثوم وكذلك متحف قصر محمد علي الصغير والمتحف الجيولوجي.
وتوجد بعض الجزر في نهر النيل كجزيرة الدهب وجزيرة الروضة. وتوجد مراسي للسفن النيلية السياحية.

## آثار المنطقة

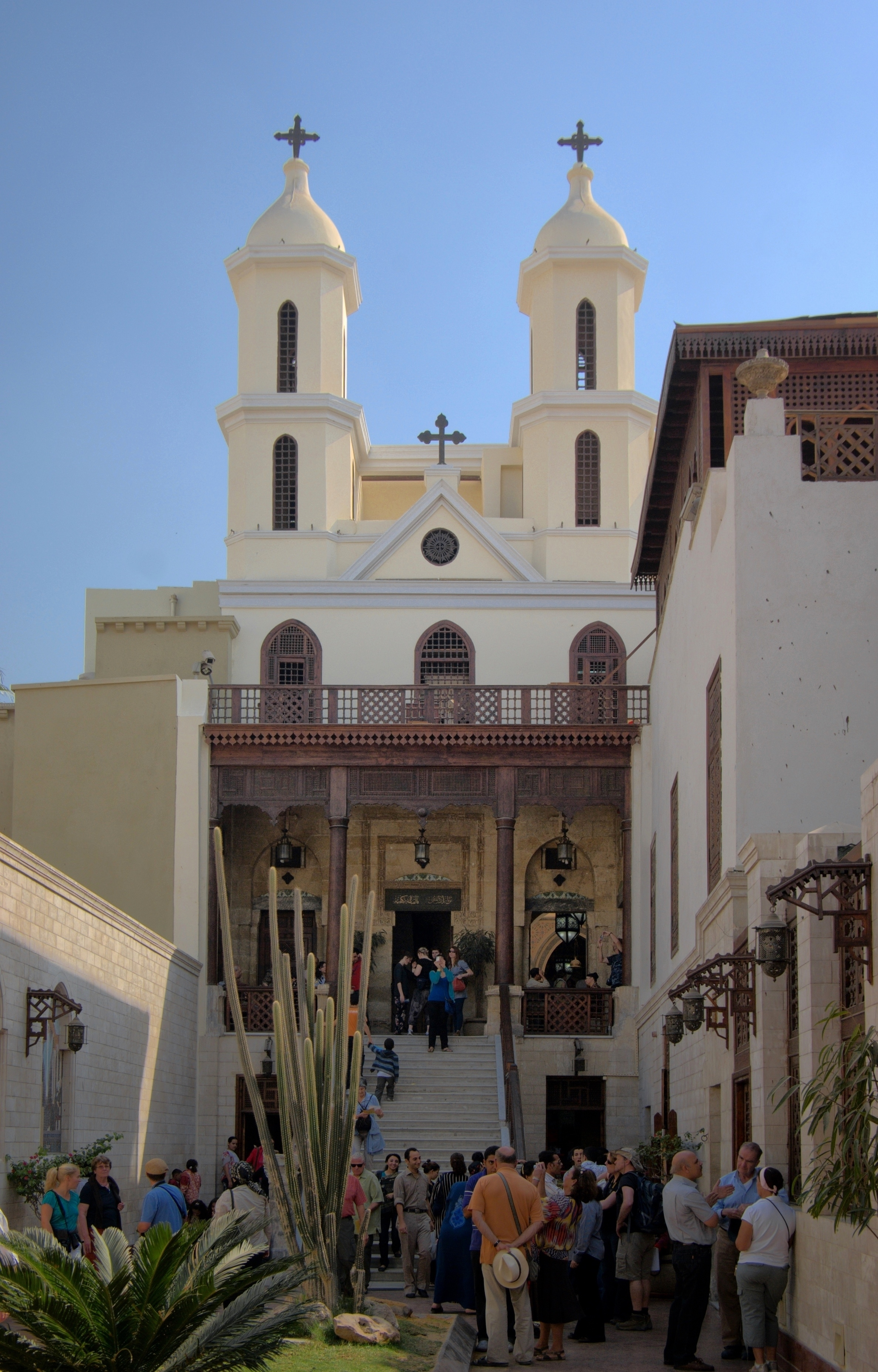
صورة "الكنيسة المعلقة" في القاهرة تقع في حي مصر القديمة.

ويوجد بمصر القديمة العديد من المناطق الأثرية مثل الكنيسة المعلقة وهي من أقدم وأعرق الكنائس في مصر وبنائها بشكل معلّق وليس على أعمدة أو خرسانة ومسجد عمرو بن العاص أقدم مسجد في أفريقيا، وفيه يتم إحياء الليالي العشر الأواخر من شهر رمضان في مسجد عمرو بن العاص، إضافة لإقامة صلاة العيد أمام ساحته التي تُعد خصيصًا للأمر، وكنيسة أبي سرجه والتي بها مغارة أقامت بها العائلة المقدسة أثناء هروبها لأرض مصر، وكنيسة القديسة برباره وكنيسة السيدة العذراء مريم قصرية الريحان وكنيس بن عزرا ومن آثار مصر القديمة سور مجرى العيون، «السبع ساقيات» و«مقياس الروضة» و«قصر محمد علي». ويوجد بجوار محطة مترو مارجرجس المتحف القبطي.